# Willys-Overland
Willys est une marque de véhicules tout-terrain utilisée par le constructeur automobile américain Willys-Overland Motors pour la commercialisation de ses productions.
Ce constructeur a surtout été connu dans le monde entier grâce à la fabrication de la fameuse « Jeep » Willys MB, le moyen de transport léger de base de l'armée américaine durant la Seconde Guerre mondiale.

## Histoire

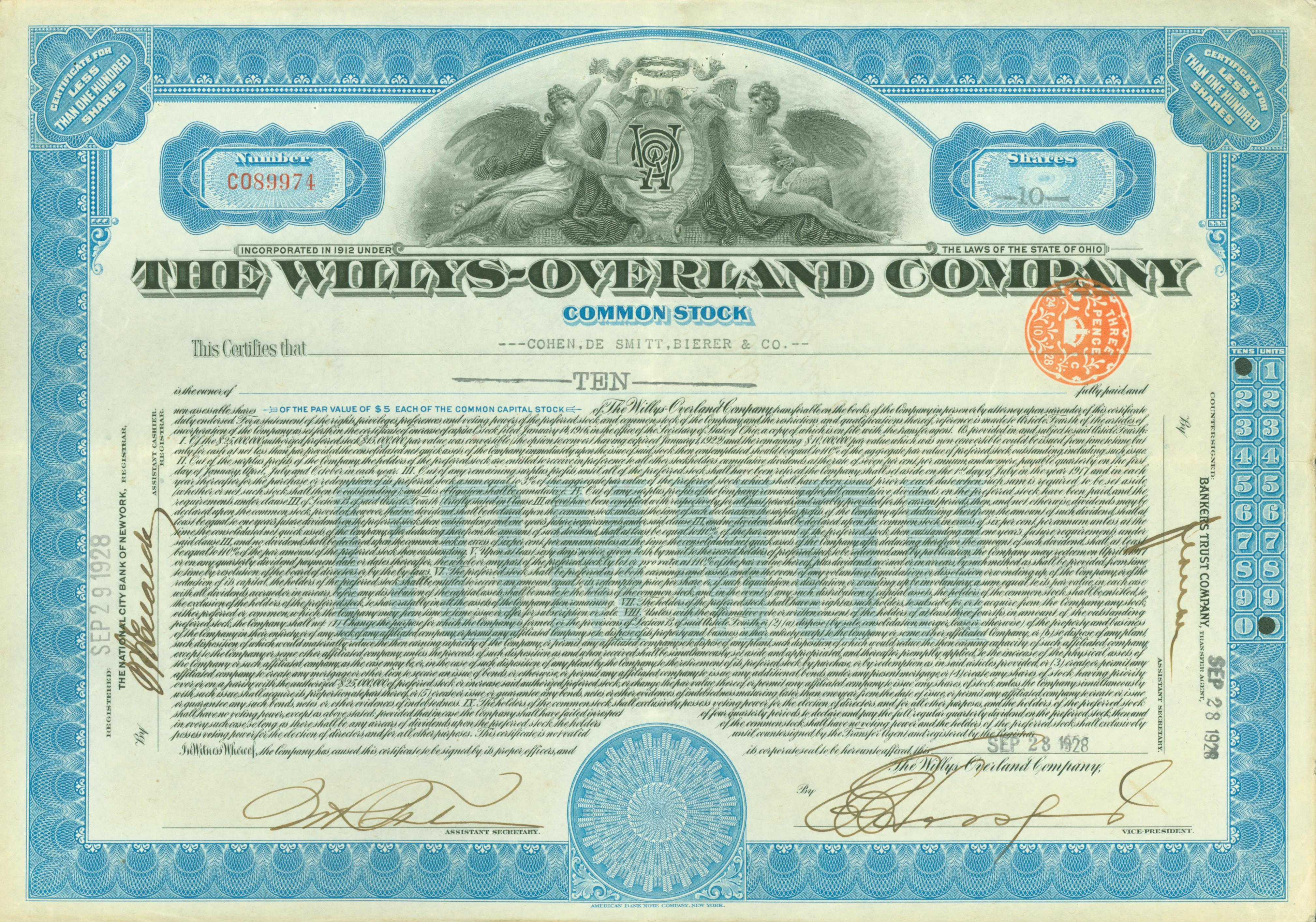
Action de la Willys-Overland Company en date du 28 septembre 1928.

En 1908, John North Willys rachète la société Overland Automotive, une division du groupe Standard Wheel Company. Il renommera la société en 1912 Willys-Overland Motor Company. De 1912 à 1918, Willys sera le deuxième constructeur automobile américain derrière  Ford.
Durant la Seconde Guerre mondiale, Willys produit la fameuse Willys MB, la première Jeep militaire, qui sera également commercialisée en version civile Jeep CJ. La Jeep Willys fut utilisée sur de nombreux fronts militaires, de l'Europe à l'Afrique du Nord jusqu'à la Guerre de Corée de 1950 à 1953. Dans sa version désert, avec des roues plus larges, elle sera utilisée pour la campagne d'Afrique du Nord occupée par les troupes nazies du général Rommel.
En 1953, Willys-Overland est rachetée par la société Kaiser Motors qui devient Willys Motor Company à la suite de la fusion des deux entités en 1963.

## Willys-Overland do Brasil

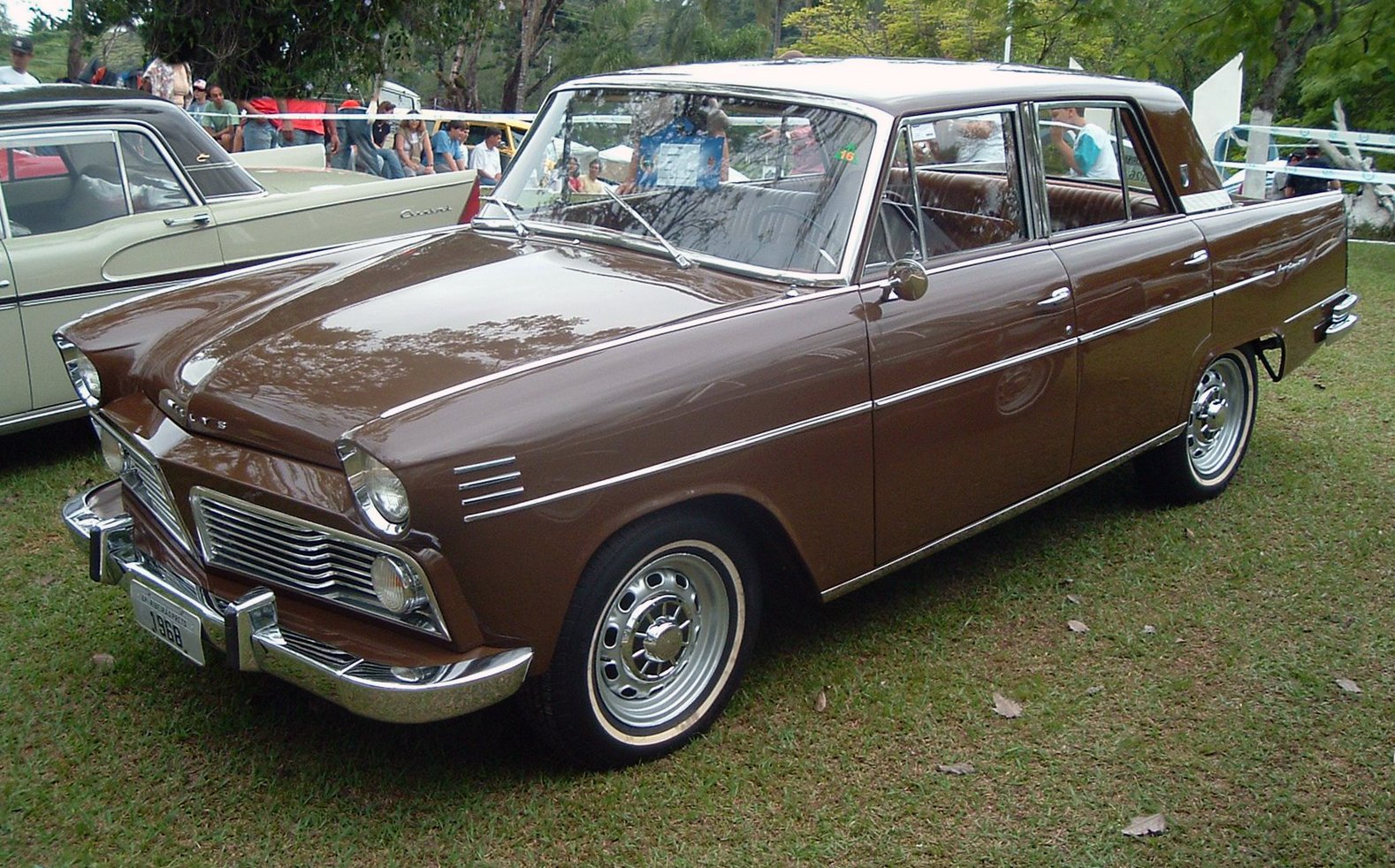
Willys Aero 2600.

En 1953, peu de temps avant son rachat par Kaiser Motors, Willys-Overland a créé une filiale au Brésil, Willys-Overland do Brasil. L'outillage de l'Aero a été transféré au Brésil, et la fabrication de l'Aero a débuté en 1960. En 1956-1957, le Groupe exécutif brésilien pour l'industrie automobile (GEIA) avait autorisé Willys-Overland à produire les modèles Willys Aero, Jeep MB, une version utilitaire de la Jeep appelée Willys Rural et, à partir de 1960, la petite voiture française Renault Dauphine. En outre, un plan avorté a été élaboré pour créer une société appelée Chrysler-Willys do Brasil SA pour y construire la Plymouth Savoy de 1956 et un camion Dodge, dans l'espoir de tirer parti de la "fabrication brésilienne" de Willys. Willys a déployé des efforts considérables pour apparaître comme une entreprise brésilienne, vendant même une grande partie de la société à des actionnaires brésiliens pour prévenir une éventuelle réaction nationaliste et pour devenir éligible à diverses aides gouvernementales.
La petite Dauphine à moteur arrière était le résultat de la liaison entre Renault et Kaiser. Elle a été produite par Willys do Brasil de 1959 à 1968. Willys–Overland a été l'une des premières entreprises à commercialiser sur le marché brésilien des automobiles de petite dimensions. Cette offre peu conventionnelle dans un secteur dominé par les automobiles américaines aux dimensions "extra large", a porté ses fruits. Les ventes ont progressé rapidement et, en 1954, Willys est devenue la voiture la plus vendue. La commercialisation par la famille du conseiller le plus proche de l'ancien Président Getúlio Vargas, le Ministre des Finances Osvaldo Aranha, a également aidé. Willys-Overland a fabriqué 52% de la production brésilienne de voitures particulières en 1959. Willys détenait alors 30% du marché automobile brésilien de 1960 à 1966, sa dernière année complète en tant qu'entreprise indépendante brésilienne.
Willys a investi au Brésil dans l'espoir de compenser les difficultés rencontrées sur le marché américain avec des pertes importantes. Contrairement aux opérations argentines de Kaiser, Willys a fortement investi et construit une usine moderne en partant de zéro au Brésil. Le projet initial, en fait, était de construire des voitures pour les exporter aux États-Unis, mais une telle situation ne s'est jamais concrétisée. Seules quelques Jeep Willys brésiliennes ont commencé à être exportées vers le Chili en 1961. Willys a construit son usine d'assemblage dans le Nord-Est du Brésil au début des années 1960, dans l'État de Pernambuco, une région pauvre du pays.
En 1962, Willys a commencé à construire l'Alpine A108 française sous le nom de Willys Interlagos. Elle a été produite jusqu'en 1966 et a été la première voiture de sport de fabrication brésilienne. C'était aussi la voiture dans laquelle de nombreux coureurs brésiliens se sont fait les dents, y compris des grands comme Emerson Fittipaldi. En 1964, Willys a conçu et exposé une voiture de sport plus grande appelée "Capeta" (Diable), équipée du moteur de l'Aero, un six cylindres de 2,6 litres. En 1965, Willys-Overland do Brasil et Renault ont commencé à collaborer sur une nouvelle voiture à traction avant, appelée "Project M" et destinée à remplacer la Dauphine vieillissante. Développée en parallèle avec la Renault 12, qui l'a précédée de deux ans, la voiture a été baptisée Ford Corcel. Les premiers modèles Corcel avaient le nom "Willys Ford" estampillé dans le pare-brise. La production de la Ford Corcel s'est poursuivie jusqu'en 1997 sous le nom de Ford Pampa. Elle a conservé ses « origines françaises » avec ses roues caractéristiques à trois boulons. En 1967, Ford a pris une participation majoritaire dans Kaiser et a ainsi pris le contrôle de Willys-Overland do Brasil.
La production de l'Itamaraty, dérivée de l'Aero, a continué jusqu'au début des années 1970 en arborant le badge Ford. La production de la Dauphine s'est arrêtée en mars 1968, mais le Willys Rural Pickup et ses dérivés ont été construits jusqu'en 1977 puis, sous le nom de Ford F-75 jusqu'en 1983. La seule différence visuelle est que les voitures post-1970 ont un hayon avec le logo "Ford" en lieu et place de "Jeep". La version militaire du Jeep Pickup s'appelait le F-85.
En Amérique, la société avait déjà changé de raison sociale en 1963 renommée Kaiser-Jeep Corporation, le nom Willys a disparu.

## Héritage de Willys Overland
Kaiser-Jeep a été vendu à American Motors Corporation (AMC) en 1970 lorsque Kaiser Industries a décidé de se retirer du secteur automobile. Après la vente, AMC a utilisé les moteurs qu'elle avait développés pour ses autres voitures, dans les modèles Jeep afin d'améliorer les performances et de normaliser la production et l'entretien.
Renault a racheté une participation importante dans AMC en 1979 et a repris l'exploitation de l'entreprise, produisant la série CJ jusqu'en 1986. Chrysler a racheté AMC en 1987 après que le CJ ait déjà été remplacé par le Jeep Wrangler (également connu sous le nom de YJ et plus tard TJ). La marque Jeep, détenue un temps par DaimlerChrysler puis intégrée dans le groupe Chrysler, racheté par Fiat S.p.A. en 2009, qui produit des véhicules de la marque Jeep dans un nouveau complexe de Toledo.
DaimlerChrysler a introduit le nom Overland pour un ensemble de garnitures sur le Jeep Grand Cherokee 2002. Le badge est une reconstitution de la plaque signalétique Overland du début du XXe siècle.
En 2014, la marque Willys a été acquise par la société italienne Carrozzeria Viotti, déclaration d'Emanuele Bomboi (responsable du design de Viotti). Carrozzeria Viotti et Carrozzeria Maggiora ont présenté au Salon de l'automobile de Bologne 2014 la Willys AW 380 Berlineta, un concept-car inspiré de la Willys Interlagos originale assemblée par Willys au Brésil sous licence de l'Alpine française. Viotti et Maggiora prévoient de produire le véhicule en édition limitée et de relancer la marque Willys.

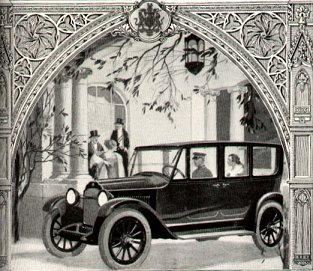
Publicité Willys-Knight.

## Les modèles produits

### Willys
- Willys 77 (1933–36)
- Willys Four
- Willys Six
- Willys-Six C-113 camion (1931-1932)
- Willys Eight
- Willys-Knight (1914–1933)
- Willys Americar (1940–1942)
- Willys Sedan 1940-194?
- Stearns-Knight (1900-1929)
- Willys Aero (1952-1955)

### Overland
- Baby Overland
- Overland Whippet (1926–1931)
- Overland Four
- Overland 59t (1911–1912)
- Overland Six
- Overland 90
- Overland 91
- Overland 93
- Overland 39

### Aero-Willys (Brésil) 116.967[17]
- Aero-Willys JT (1951)
- Aero-Willys Wing (1952)
- Aero-Willys Scout (1953)
- Aero-Willys Lark (1952–1954)
- Aero-Willys Ace (1952–1954)
- Aero-Willys Falcon (1953)
- Aero-Willys Eagle (1952–1954)
- Aero-Willys 2600 (1963)
- Aero-Willys (1960–1969 avec Ford do Brazil)
- Aero Willys (Brooks Stevens´design)

### Willys–Overland
- Willys–Overland Crossley (Grande-Bretagne) (1919-1934) - plusieurs modèles automobiles et camions,
- Willys Jeepster (1948-1950) Toledo (Ohio) - 19.132 ex,
- Willys Dauphine (1959–1968), sous licence - 74.627 ex (au Brésil)
- Willys Aero (Brésil) (1960–1971) 99.621 ex.
- Willys Itamaraty (1966–1971) 17.216 ex.
- Willys Interlagos (1961–1966) sous licence Alpine - 822 ex.
- Willys Itamaraty Executivo limousine (1966–1969) - 27 ex.

### Jeeps
- Willys MA (Prototype Jeep Bantam 1940)
- Willys MB (1941–1945) - 335.531 ex.
- Willys CJ-2 (1944–45)
- Willys CJ-2A (1946–49)
- Jeep SW (1946–65) 300.000 ex.
- Willys CJ-3A (1949–1953) 132.000 ex.
- Willys Truck Pickup (1947–65) 200.000 ex.
- Jeep Forward Control (1956–65) 30.000 ex.
- Willys M38 (1949–52) 61.423 ex.
- Willys CJ-3B (1952–68) 155.000 ex.
- Willys M38A1 (1952–57)
- Willys CJ-5 later Jeep CJ5 (1954–1983) 600.000 ex.
- Rural Jeep (1960–1969) or Ford Rural (1970–77) (Brésil)
- Willys Jeep Pickup (1960–1969) puis Ford F-75 (1970–83) (Brésil)
- Willys FAMAE Corvo prototype (1977) (Chili)